# Pierre Segond

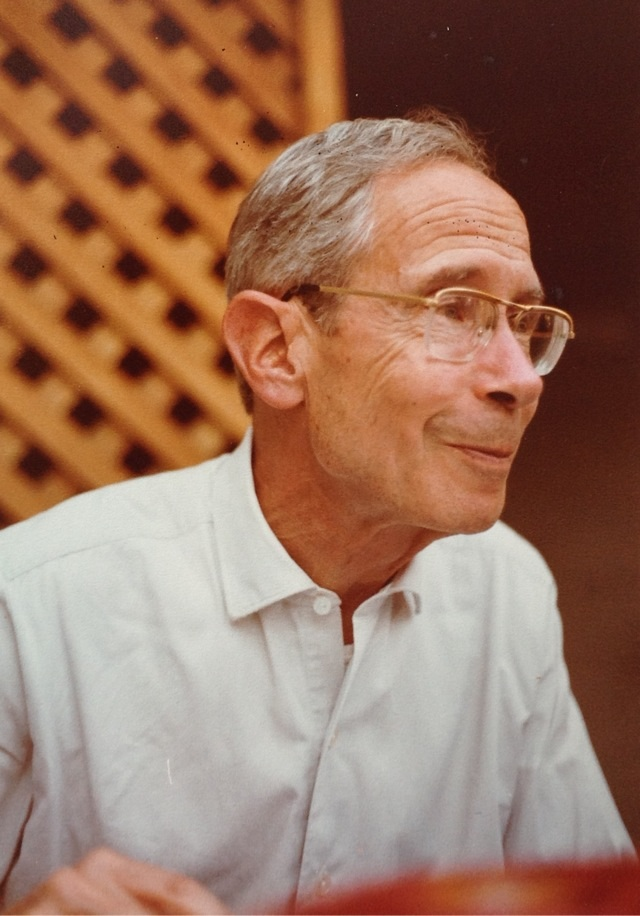
Pierre Segond (1982) während der Besichtigung der Orgel der Kathedrale St. Nikolaus in Freiburg mit seiner Klasse des Genfer Konservatoriums

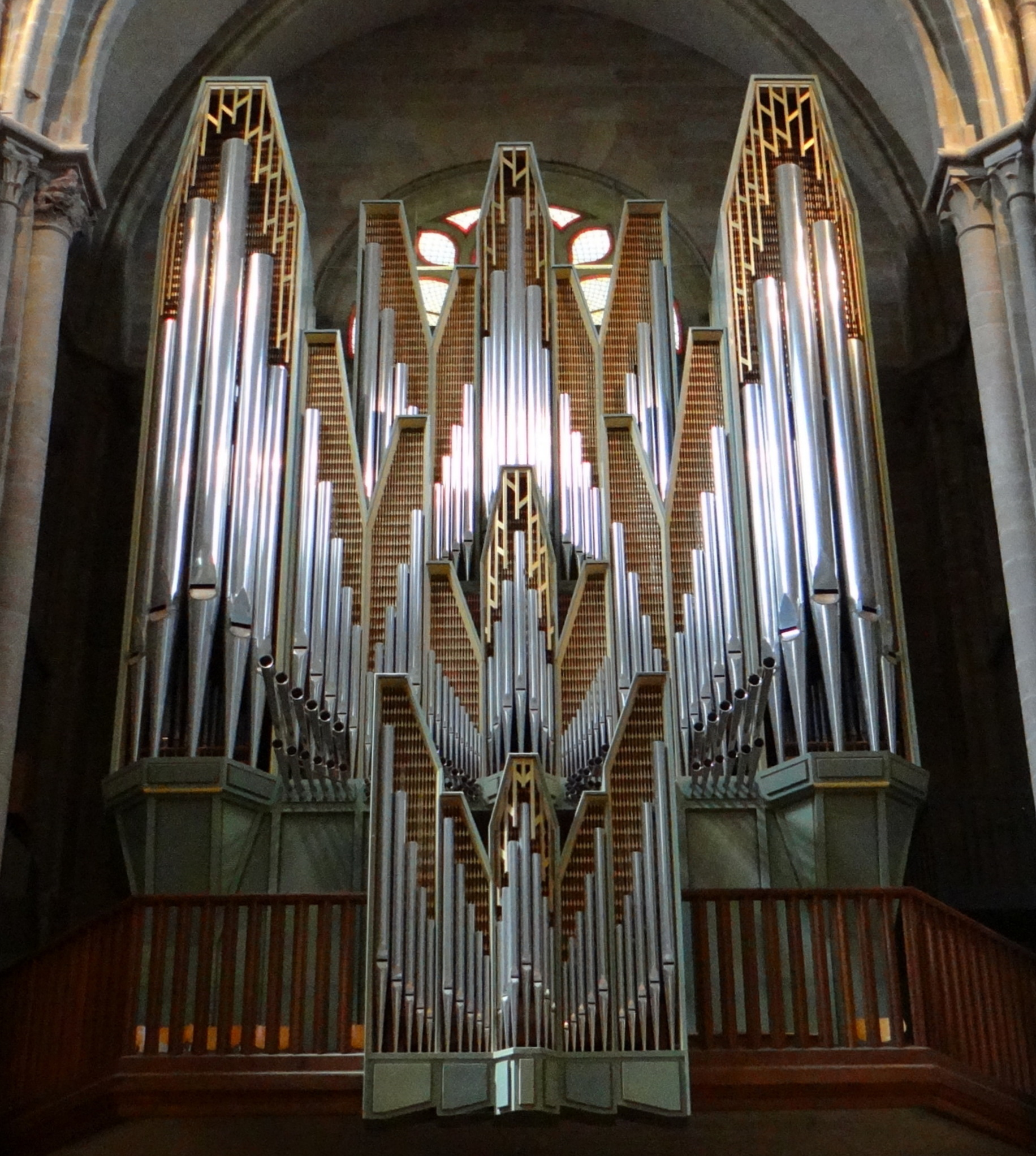
Die Hauptorgel in der Kathedrale St. Peter in Genf, von 1942 bis 1994 Wirkungsstätte von Pierre Segond als Titularorganist

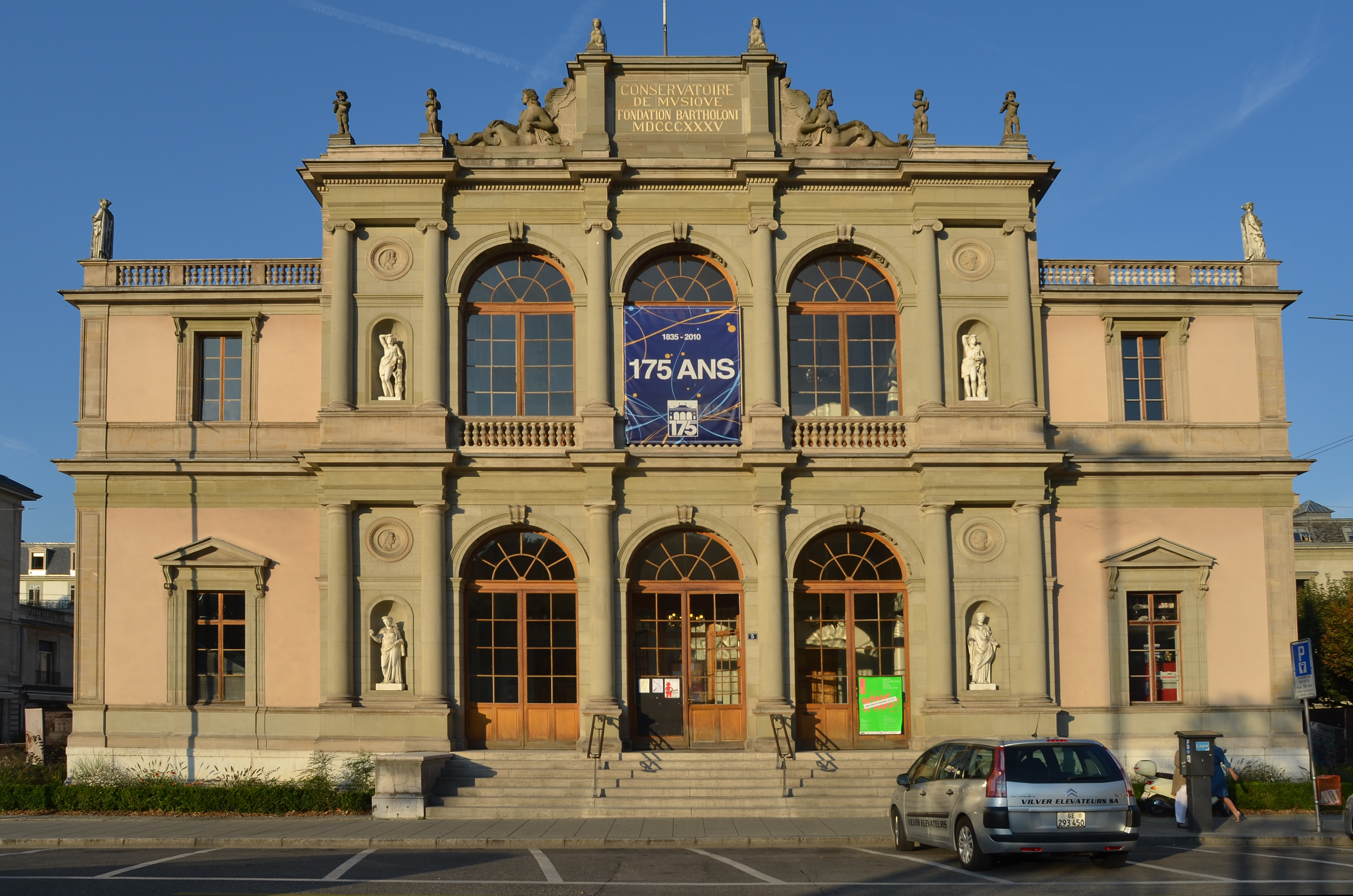
Das Genfer Konservatorium:
hier war Pierre Segond 45 Jahre als Musikpädagoge tätig

Pierre Segond (8. Februar 1913 in Genf; † 2. Mai 2000 ebenda) war ein Schweizer Organist, Pianist und Musikpädagoge, der über 50 Jahre als Titularorganist an der Genfer Kathedrale St. Peter und 45 Jahre als Dozent am Genfer Konservatorium tätig war und in dieser Zeit das Musikleben der Region nachhaltig beeinflusste.

## Leben
Pierre Segond wurde im Februar 1913 als Sohn des Pfarrers Albert-Auguste-Henri Segond (1877–1963) und seiner Ehefrau Augusta Lasserre (1974–1948) in Genf geboren, wo er mit vier Geschwistern aufwuchs.
Von 1932 bis 1934 nahm er am Genfer Konservatorium Unterricht bei Henri Gagnebin, William Montillet und Alexandre Mottu und erwarb dort Diplome in den Fächern Orgel und Klavier. Es folgte ein Studium am Konservatorium in Paris bei Jean Roger-Ducasse und Marcel Dupré, das er 1938 mit einem ersten Preis abschloss.
Nach dem Gewinn des Orgelwettbewerbs an der Kathedrale St. Peter in Genf wurde Segond 1942 im Alter von 29 Jahren als Nachfolger von Otto Barblan zum Titularorganisten der Genfer Kathedrale ernannt. Dieses Amt hatte er 52 Jahre lang inne, bis er es im Jahr 1994 an seinen ehemaligen Schüler Thilo Muster übergab. Nachdem es unter seinem Vorgänger Barblan kaum noch Orgelkonzerte in der Kathedrale gegeben hatte, initiierte Segond in den Jahren zwischen 1942 und 1964 die neue Konzertreihe Société des Concerts Spirituels, zu welcher er bekannte Organisten einlud. Die Orgel der Genfer Kathedrale aus dem Jahr 1907 war jedoch in keinem guten Zustand, und Segond konnte die Kirchenleitung überzeugen, ein neues Instrument bauen zu lassen. Nach der Einweihung der neuen Orgel des Orgelbauunternehmens Metzler & Söhne im Jahr 1965 fanden die Konzerte unter dem Titel Les Concerts de la Cathédrale bzw. Les Concerts de St. Pierre statt.
Segond gab als klassischer Organist zahlreiche Konzerte in der Schweiz und im europäischen Ausland. Er spielte vorzugsweise Orgelwerke von Johann Sebastian Bach und anderen alten Meistern, aber auch Kompositionen von César Franck, Werke seines Freundes und Kommilitonen Jehan Alain und seiner weiteren Zeitgenossen Jean Langlais, Gaston Litaize und Olivier Messiaen. «Weil ich Schweizer war», sagte er, «wurde ich als Bindeglied betrachtet. In Deutschland habe ich gerne französische Musik gespielt und in Frankreich habe ich die grossen Deutschen interpretiert.» Segond komponierte selbst auch kleinere Stücke für Orgel und Klavier. Beim Internationalen Orgelwettbewerb im Rahmen des Festivals für Alte Musik in Brügge war er 1976 Mitglied der Jury.
Von 1940 bis 1985 war Segond als Musikpädagoge am Genfer Konservatorium tätig. Dort führte er die Lehrmethoden des Pariser Konservatoriums ein. Er war der Lehrer mehrerer Generationen von Organisten, die vor allem aus der französischsprachigen Schweiz kamen. Zu seinen Schülern zählen unter anderen Guy Bovet, Lionel Rogg, Jean-François Vaucher, seine beiden Nachfolger im Amt des Titularorganisten an St. Peter, Thilo Muster und François Delor, sowie die in der Schweiz lebende Japanerin Kei Koito.
Neben seiner Organistentätigkeit übte Segond zwischen 1944 und 1994 auch 50 Jahre lang das Amt des städtischen Carilloneurs an der Genfer Kathedrale aus. Nach Roger Vuataz (1888–1988) war Segond erst der zweite Carilloneur an der Kathedrale St. Peter. Noch in fortgeschrittenem Alter stieg er viermal im Jahr die 150 Treppenstufen hinauf, um die 18 Glocken des Carillons pflichtgemäss erklingen zu lassen.
Seit 1933 ist der jeweilige Carillonneur verpflichtet, im Auftrag der Stadt Genf (Besitzerin des Glockenspiels und verantwortlich für seinen Unterhalt), an folgenden Gedenk- und Festtagen das Carillon zu spielen:
- am 1. Juni (1814, «Ankunft der Schweizer am Schwarzen Hafen»),
- am 1. August (1291, Gründung der Schweizerischen Eidgenossenschaft),
- am 11. bis 12. Dezember (1602, Fest Escalade de Genève) und
- am 31. Dezember (1813, «Wiederherstellung der Republik Genf»).

Pierre Segond fand seine letzte Ruhestätte wie sein Vorgänger im Amt des Titularorganisten der Kathedrale, Otto Barblan, auf dem Genfer Friedhof Cimetière des Rois.

## Familie
Pierre Segond war ein Urenkel des Theologen und Bibelübersetzers Louis Segond. Er war seit 1940 mit der Organistin und Musiklehrerin Andrée Clara Brousoz verheiratet.

## Ehrungen
- Zwei neue Glocken des Carillons wurden im Jahr 1986 Pierre Segond gewidmet.[7]
- Im Jahr 1987 ehrte die Stadt Genf Pierre Segond mit dem Prix Culture et Société de la Ville de Genève.[8]
- Seit 2006 vergibt die Stadt Genf jährlich den nach Segond benannten Prix Pierre Segond an einen herausragenden Orgelstudenten des Genfer Konservatoriums.

## Veröffentlichungen
- Pierre Segond: «Le carillon». La musique à Saint-Pierre. Fondation des Clefs de Saint-Pierre, Genf 1984, S. 252–257.